# Кузьминка (Волгоградская область)
Кузьминка — посёлок в Нехаевском районе Волгоградской области России. Входит в состав Динамовского сельского поселения. Население 3 чел. (2010) .

## История
В соответствии с Законом Волгоградской области от 24 декабря 2004 года № 977-ОД «Об установлении границ и наделении статусом Нехаевского района и муниципальных образований в его составе», посёлок вошёл в состав образованного Динамовского сельского поселения.

## География
Расположен в северо-западной части региона, в пределах Калачской возвышенности, относящейся к Восточно-Европейской равнине.

## Население
| 2010 |
| ---- |
| 3    |

Гендерный состав
По данным Всероссийской переписи населения 2010 года в гендерной структуре населения  мужчин — 3 человека (100 %) из 3 жителей .
Национальный состав
Согласно результатам переписи 2002 года, в национальной структуре населения
русские составляли 100 % из общей численности населения в 31 чел..

## Инфраструктура
Личное подсобное хозяйство.

## Транспорт
стоит на автодороге регионального значения «Динамо — Кузьминка — до границы Воронежской области» (идентификационный номер 18 ОП МЗ 18Н-78).